# Belinda (musikalbum)
Belinda är ett album från 1999 med Barbados . Albumet tilldelades en Grammis för "Årets dansband". 

## Låtlista
1. Belinda / U. Georgsson, J. Arnell
2. Blå horisont / C. Lösnitz, C.-H. Kindbom
3. Marianne från Tylösand / J. Thunqvist, P. Sahlin
4. Ditt namn och ditt nummer / L. Dahlberg, T. Norell, Oson, A. Bard
5. Kärlekens ögon / C. Lösnitz, L. Diedricson
6. Skapta för varann / G. Lengstrand, J. Thunqvist
7. Om du var här / M. Klaman, U. Larsson, L. Sahlin
8. Kvinnornas man / J. Elofsson, M. Persson
9. Sextiotalsmedley
10. Stunder med dig / U. Georgsson, J. Thunqvist
11. Pojkarna i poolen / J. Carlsson, T. Thörnholm
12. Het sommar / L. Sahlin, T. Norell
13. Vill bara vara nära / E. Dannelid, J. Thunqvist
14. Det finns ingen annan / T. Thörnholm, T. Karlström
15. Grand hotel / L. Sahlin, U. Larsson, L. Diedricson

## Listplaceringar
| Lista (1999) | Topplacering |
| ------------ | ------------ |
| Sverige      | 16           |

### Fotnoter
1. ↑  ”Svensk mediedatabas”. http://smdb.kb.se/catalog/id/001544316. Läst 2 maj 2011.
2. ↑  ”Grammis”. Arkiverad från originalet den 17 mars 2012. https://web.archive.org/web/20120317055524/http://www.ifpi.se/wp/wp-content/uploads/100428-lc-vinnare-genom-%C3%A5ren.pdf. Läst 3 maj 2011.
3. ↑  ”Sverigetopplistan”. http://swedishcharts.com/showitem.asp?interpret=Barbados&titel=Belinda&cat=a. Läst 3 maj 2011.